# Capiz
Koordinaten: 11° 24′ N, 122° 36′ O

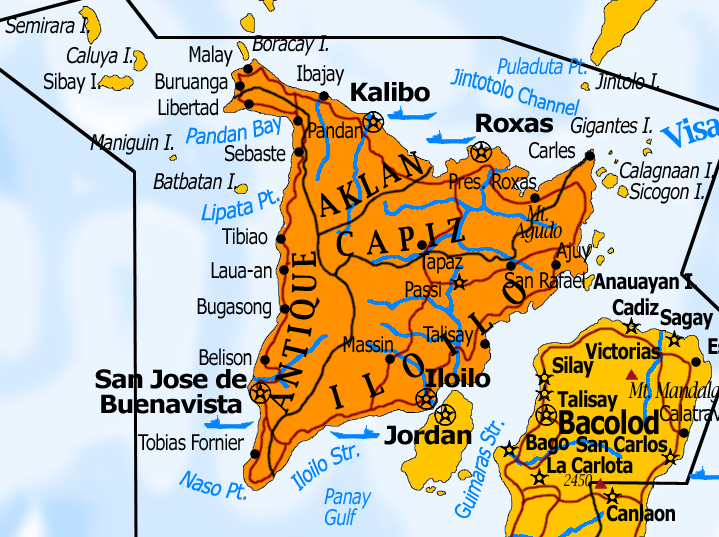
Karte der Insel Panay/Philippinen

Capiz ist eine philippinische Provinz auf der Insel Panay. Die Provinz liegt an der Sibuyan-See und wird von den Provinzen Aklan und Antique im Westen und Iloilo im Süden begrenzt. Capiz hat eine Fläche von 2.594,64 km² und 761.384 Einwohner (Stand 1. August 2015). Die Hauptstadt der Provinz ist Roxas City. Capiz ist für ihre hohe Produktion an Meeresfrüchten und einheimischem Schmuck aus Muscheln bekannt.

## Geschichte
Capiz ist die zweitälteste spanische Ansiedlung, nach Cebu. Im frühen 16. Jahrhundert landete hier Capitan Diego de Artienda, gefolgt von Miguel López de Legazpi. Sie gründeten Panay als Provinzhauptstadt. Später wurde sie nach Capiz, im heutigen Roxas City, verlegt. Seit dem 10. März 1917 ist Capiz unabhängig.

## Namensherkunft
Es existieren einige Versionen, wie Capiz seinen Namen bekam. Eine besagt, das Territorium wurde vom Sohn des ehemaligen Datu Bangkaya zu Ehren seiner Zwillingstöchter 'Akean' und 'Kapid' benannt. Eine zweite Variante geht davon aus, dass die Spanier zur Zeit der Gründung ihrer Siedlung in diesem Gebiet eine Ansammlung von Weichtieren fanden, die die Einheimischen als 'pios' oder 'kapid' bezeichneten und aus dem sich schließlich der Name Capiz bildete.

## Kultur
Hiligaynon ist die am häufigsten gesprochene Sprache. Kinaray-a, Tagalog und Englisch werden auch – regional unterschiedlich – verstanden.
Die Provinz besitzt ein traditionsreiches Kulturerbe an spirituellen und märchenhaften Sagen und Mythen, was jährlich beim Aswang Festival in Roxas City gefeiert wird. Capiz ist auf den Philippinen für den Mythos des Aswang bekannt, einer vampirähnlichen Kreatur.
In Tapaz lebt das Mundo-Volk, das letzte altindonesische Bergvolk auf Panay.
Besondere Sehenswürdigkeiten in der Provinz ist die alte Panay-Kirche aus dem Jahre 1780, dann Asiens größte Glocke, die im Jahre 1878 aus Silbermünzen hergestellt wurde und etwa 10,4 Tonnen wiegt; die Suhot Cave in Dumalag, die alten Gräber in der Balisong Cave und die große Statue der heiligen Maria in Pilar. Die Provinz-Hauptstadt Roxas City ist auch ein Besuch wert.

## Wirtschaft
60 % des Provinzeinkommens entstammt der Landwirtschaft und ganz besonders aus dem Fischfang. Wichtige Erzeugnisse sind Reis, Zuckerrohr, Fisch, Muscheln und Krustentiere.
Das kommerzielle Zentrum der Provinz liegt in Roxas City, wo der Hafen für den insularen Schiffstransport und den Handel liegt.
Reis, Weizen und Zucker sind die landwirtschaftlichen Produkte der Provinz. Die Fischindustrie hat eine lange Geschichte und Handelstradition. Der Hafen von Roxas City ist das Zentrum des wirtschaftlichen Lebens in der Provinz. Mangan und magnetischer Sand sind die vorhandenen Bodenschätze.

## Geographie
Capiz ist in 16 eigenständig verwaltete Gemeinden und eine Stadt unterteilt. Diese gliedern sich wiederum in insgesamt 473 Barangays (Ortsteile).
Der Provinz sind zudem zwei Kongress Distrikten zugeordnet. Im Nordosten der Provinz liegt die 520 km² große Pilar-Bucht, in die der Hauptarm des Panay Rivers mündet, der Pontevedra River. Im Westen der Provinz erheben sich die Central-Panay-Berge.

### Stadt
- Roxas City

### Gemeinden
| - Cuartero - Dao - Dumalag - Dumarao - Ivisan - Jamindan - Ma-ayon - Mambusao | - Panay - Panitan - Pilar - Pontevedra - President Roxas - Sapi-an (auch Sapian) - Sigma - Tapaz |

## Sehenswürdigkeiten
In der Region Capiz sind diese Orte einen Besuch wert: Baybay Beach, Moro Towers und Suhot Spring.
In der Gemeinde Pilar steht im Agtaline Shrine die höchste Marienstatue Asiens. Im Schrein ist die Lola Ibe, eine Mumie, aufgebahrt.